# Prodiho komise
Prodiho komise byla Evropskou komisí působící v letech 1999 až 2004, vedená bývalým italským premiérem Romano Prodim.
Předseda a místopředsedové:
- Romano Prodi (Itálie), předseda komise
- Neil Kinnock (Spojené království), místopředseda pro reformu
- Loyola de Palaciová (Španělsko), místopředsedkyně pro vztahy s Evropským parlamentem, dopravu a energetiku

Ostatní komisaři:
- Pedro Solbes (Španělsko), hospodářství a měna
- Mario Monti (Itálie), hospodářská soutěž
- Pascal Lamy (Francie), obchod
- David Byrne (Irsko), ochrana spotřebitelů
- Margot Wallströmová (Švédsko), životní prostředí
- António Vitorino (Portugalsko), právo a vnitřní politika
- Michel Barnier (Francie), regionální politika
- Michaele Schreyerová (Německo), rozpočet
- Günter Verheugen (Německo), rozšíření
- Poul Nielson (Dánsko), rozvoj a humanitární pomoc
- Viviane Redingová (Lucembursko), školství a kultura
- Frits Bolkenstein (Nizozemí), vnitřní trh
- Philippe Busquin (Belgie), výzkum
- Chris Patten (Spojené království), zahraniční vztahy
- Anna Diamantopoulousová (Řecko), zaměstnanost
- Franz Fischler (Rakousko), zemědělství a rybolov
- Erkki Liikanen (Finsko), podnikání a informační společnost

Dne 1. května 2004 byla komise doplněna komisaři z 10 nově přistoupivších zemí.